# Chế độ tài phiệt
Chế độ tài phiệt là một hình thức của chế độ quyền lực tập trung, trong đó một xã hội được thống trị hay kiểm soát bởi một thiểu số những công dân giàu có. Thuật ngữ được sử dụng lần đầu tiên được biết đến là vào năm 1652.